# Hydrolate
Hydrolate (auch Hydrosole), sind wässrige Produkte, die durch Wasserdampfdestillation von Pflanzen oder deren Teilen, also Blüten, Blättern, Rinde oder Früchten gewonnen werden. Sie sind oft ein Nebenprodukt bei der Herstellung von ätherischen Ölen. Teilweise werden Hydrolate auch um ihrer selbst willen produziert, die ätherischen Öle werden dabei nicht abgezogen, das stellt jedoch die Ausnahme dar, aufgrund der geringen Wirtschaftlichkeit von Hydrolaten. Sie entstehen als Kondensat bei der Abkühlung des Destillationsdampfes und werden zum Teil wiederholt in den Destillierprozess rückgeführt (Kohobation). Hydrolate enthalten die flüchtigen wasserlöslichen Pflanzeninhaltsstoffe, in Spuren auch suspendierte ätherische Öle (ca. 0,5–3 %). Sie können chemisch auch als kolloidale Lösung mit Wasser als Lösungsmittel beschrieben werden. Hydrolate haben ähnliche Wirkungen wie die entsprechenden ätherischen Öle, wirken allerdings milder und ihre Wirkungen können – in Abhängigkeit von den unterschiedlichen Inhaltsstoffen – auch etwas von denen der ätherischen Öle abweichen.
Ein Hydrolat ist ein Produkt, das mikrobiologisch nicht stabil ist und schnell verkeimt. Aus diesem Grund sind die meisten Hydrolate mit Alkohol, oder anderen Konservierungsmitteln versetzt. Konserviert werden sie aber nicht mehr für aromatherapeutische Anwendungen verwendet. Ein Hydrolat mit Alkoholanteil ist nach Brigitte Bräutigam bis zu 16 Monate haltbar, ein Hydrolat ohne Alkoholanteil ist nur wenige Wochen haltbar. Die Verderbgeschwindigkeit kann jedoch auch deutlich langsamer sein, sodass Hydrolate mehrere Jahre halten können. Dies ist zum Beispiel abhängig von der Herstellung, der Umfüllung und Lagerung. Sie müssen kühl und dunkel gelagert werden; ein warmes Badezimmer ist nicht der ideale Ort. Die Transportgefäße sollten steril sein und bei der Herstellung muss sorgfältig und hygienisch gearbeitet werden. Auch Temperaturschwankungen bei der Lagerung sollten vermieden werden, da das Kondenswasser den Verderb beschleunigen kann. Heike Käser nennt 6–12 Monate Haltbarkeit als Richtwert für verschlossene Hydrolate. Bei sorgfältigem Umgang (die Flasche nicht länger offen lassen, nicht mit den Fingern hineinfassen etc.) und optimaler Lagerung ist auch eine jahrelange Haltbarkeit denkbar, besonders, wenn die natürlichen ätherischen Öle nicht aus dem Hydrolat abgezogen wurden.
Aromatische Wässer (Aquae aromaticae), sowie Pflanzen- oder Blütenwässer nach dem Deutschen Arzneimittelbuch sind keine echten Hydrolate. Ein Rosenwasser (Aqua Rosae) besteht beispielhaft aus konserviertem Wasser, verschüttelt mit geringen Mengen an ätherischen Rosenöl und künstlichem ätherischen Rosenöl.

## Verwendung
Je nach Pflanzenauszug werden Hydrolate hauptsächlich zur natürlichen Hautpflege als Gesichtswasser, Rasierwasser oder in Cremes verwendet. Jedoch auch als erfrischendes Körperspray, zum Herstellen von Parfums und Essenzen, zum Inhalieren, auch zur Mundpflege, für Kompressen, zur Haarpflege und als Raumduft.